# N,N-Dietilformamida
N,N-Dietilformamida é uma amida dissubstituída, em que dois radicais etil se ligam ao nitrogênio da formamida.